# Erin McLeod
Erin Katrina McLeod (* 26. Februar 1983 in St. Albert) ist eine kanadisch-schottische Fußballtorhüterin. Sie spielte 2002 erstmals für die kanadische Fußballnationalmannschaft und ist seit dem 13. Dezember 2015 alleinige Rekordtorhüterin Kanadas.

## Karriere

### Verein
McLeod spielte in ihrer Jugendzeit für die SMU Mustangs und die Penn State Nittany Lions. Parallel begann sie professionell bei den Vancouver Whitecaps Women mit denen sie 2004 und 2006 Meister in der W-League wurde. Es folgte ein Engagement bei Washington Freedom.
Kurz nach Ende des Weltmeisterschaftsturniers 2011 wechselte McLeod nach Europa und schloss sich am 20. Juli 2011 Dalsjöfors GoIF in der Damallsvenskan an. Der 2011 erstmals in die erste schwedische Liga aufgestiegene Verein stieg aber nach nur einem Jahr wieder in die zweite Liga ab. In der Saison 2013 spielte sie in der neugegründeten National Women’s Soccer League, der höchsten amerikanischen Profiliga im Frauenfußball, für die Chicago Red Stars und wechselte zur Folgesaison zum Ligakonkurrenten Houston Dash.
Nach dem Ende der Saison 2015 wechselte sie am 24. Februar 2016 nach Schweden zum FC Rosengård. Sie spielte ihr Debüt im Super Cup am 16. März 2016, in einem 2:1-Sieg des FC Rosengård. Nach einer Knieverletzung, die sie sich am 23. März 2016 in einem Freundschaftsspiel zuzog, fiel McLeod die gesamte Damallsvenskan-Saison 2016 aus. Sie gab ihr Comeback am 7. Mai 2017 bei einem 5:0-Sieg von Rosengård über Kopparbergs/Göteborg FC. Es folgten zwölf weitere Einsätze. Ihr Vertrag lief bis 2017.
McLeod schloss sich am 25. Januar 2018 dem Bundesligisten FF USV Jena an. Nachdem McLeod in der Rückrunde zu 9 Einsätzen für den FF USV Jena kam, wechselte sie nach dem Abstieg von Jena am 8. Juni 2018 zum SC Sand. Nachdem McLeod im ersten Halbjahr bei Sand nicht zum Einsatz gekommen war, löste sie ihren Vertrag auf und unterschrieb am 19. November 2018 für Växjö DFF, in der Damallsvenskan.
Im Februar 2020 erhielt sie einen Vertrag bei Orlando Pride, wurde aber zunächst an den isländischen Verein UMF Stjarnan ausgeliehen. In der Saison 2021 spielte sie sechsmal für Orlando in der National Women’s Soccer League. In der Saison 2022 kam sie in 20 von 22 Spielen der regulären Saison zum Einsatz, blieb dabei viermal ohne Gegentor.

### International
McLeod erreichte mit der U-19-Nationalmannschaft bei der U-19-Fußball-Weltmeisterschaft der Frauen 2002 in Kanada das Finale, in dem sie erst durch ein Golden Goal gegen die USA verloren.
Ihr erstes A-Länderspiel machte McLeod mit 19 Jahren am 3. März 2002 beim 4:0 im Algarve-Cup gegen Wales. Mit der kanadischen Fußballnationalmannschaft belegte sie bei der WM 2003 den vierten Platz, kam aber als Ersatztorhüterin nicht zum Einsatz. Beim CONCACAF Women’s Gold Cup 2006 erreichte sie mit Kanada das Finale, verlor aber wieder gegen die USA. Bei der WM 2007 war sie Stammtorhüterin, musste aber im dritten Vorrundenspiel beim 2:2 gegen Australien in der 79. Minute verletzt ausgewechselt werden. Auch bei den Olympischen Spielen 2008 war sie Stammtorhüterin und wieder endete das Turnier für sie mit einer Verletzung: Im Viertelfinale musste sie bereits in der 19. Minute verletzt ausgewechselt werden. Kanada verlor anschließend mit 1:2 n. V. gegen die USA. Eine weitere Verletzung verhinderte ihren Einsatz beim größten Erfolg der Kanadierinnen, dem Gewinn des CONCACAF Women’s Gold Cup 2010, mit dem sich Kanada für die Fußball-Weltmeisterschaft 2011 qualifizierte. Aufgrund der vielen Verletzungen brachte sie es bis dahin erst auf 62 A-Länderspiele. Bei den letzten Spielen 2011 wechselte sie sich mit Rekordtorhüterin Karina LeBlanc auf der Torhüterposition der Nationalmannschaft ab. Somit war zunächst offen, wer bei der WM in Deutschland das Tor hüten würde. Im ersten Spiel gegen Deutschland kam McLeod dann zum Einsatz. Sie konnte zwar mehrere Tore der deutschen Mannschaft verhindern, bei zwei Toren, die zur 1:2-Niederlage führten war sie aber machtlos.
Für die Olympischen Spiele 2012 wurde sie ebenfalls nominiert. Sie kam in fünf von sechs Spielen zum Einsatz. Sie wurde häufig im Wechsel mit der zweiten Torhüterin Karina LeBlanc eingesetzt, die ihre Karriere mittlerweile beendet hat.
Am 24. November 2014 machte sie beim Spiel gegen Schweden ihr 100. Länderspiel und führte aus diesem Anlass die Mannschaft als Kapitän aufs Feld. Damit ist Kanada das erste Land, das zwei aktive Torhüterinnen mit mindestens 100 Länderspielen hatte, da die nach der WM 2015 zurückgetretene Karina LeBlanc bereits am 24. März 2012 ihr 100. Länderspiel gemacht hatte.
Zur WM 2015 in Heimatland wurde McLeod wiederum als Nummer 1 nominiert und kam in allen Spielen zum Einsatz, schied aber mit ihrer Mannschaft im Viertelfinale aus. Sie stellte aber im letzten Spiel mit ihrem 110. Länderspiel den Rekord von Karina LeBlanc ein.
Am 13. Dezember 2015 machte sie ihr 111. Länderspiel und ist seitdem alleinige Rekordtorhüterin Kanadas.
Sie gehörte zum Kader für das Qualifikationsturnier für die Olympischen Sommerspiele 2016, bei dem sich Kanada für die Olympischen Spiele qualifizierte. Sie kam dabei dreimal zum Einsatz. Für die Olympischen Sommerspiele konnte sie verletzungsbedingt nicht nominiert werden. Erst im Februar 2018 wurde sie für den Algarve-Cup 2018 wieder berücksichtigt.
Für die WM 2019 konnte sie verletzungsbedingt nicht berücksichtigt werden.
Im Juni 2021 wurde sie für die wegen der COVID-19-Pandemie um ein Jahr verschobenen Olympischen Spiele zunächst als Backup nominiert. Nach Aufstockung der Kader wegen der Pandemie gehörten auch die Backups zum Kader. McLeod kam beim Gewinn der Goldmedaille aber nicht zum Einsatz.
Für die Concacaf W Championship 2022 im Juli wurde sie nicht nominiert.

## Persönliches
Im Juli 2015 heiratete McLeod ihre Teamkollegin Ella Masar. Anfang 2019 gaben die beiden die Trennung bekannt. Am 2. Januar 2023 heiratete sie ihre Mitspielerin, die isländische Nationalspielerin Gunnhildur Yrsa Jónsdóttir.

## Musikkarriere
Sie gründete 2017 gemeinsam mit ihrer Frau Ella Masar die Pop-Rock-Band The McLeod’s. 2017 veröffentlichte sie mit dieser Band ihre Debüt-Single Living Out That Dream über Streaming-Dienste wie Spotify. Im Oktober 2017 folgte die zweite Single Fly Away, die der amerikanischen Fußballspielerin Laura Redmond Ramirez gewidmet ist, die im März des gleichen Jahres an Leukämie verstorben war.

## Erfolge
- Zypern-Cup-Siegerin 2008, 2010 (ohne Einsatz im Finale), 2011
- CONCACAF Women’s Gold Cup: Siegerin 2010, Zweite 2006
- W-League: Meisterin 2004 und 2006
- Olympische Spiele 2012: Bronzemedaille
- Schwedische Pokalsiegerin: 2015/16 und 2016/17
- Schwedische Supercupsiegerin: 2016
- Olympiasiegerin 2021 (ohne Einsatz)